# Desulo
Desulo ist eine italienische Gemeinde in der Provinz Nuoro in der Region Sardinien mit 2042 Einwohnern (Stand 31. Dezember 2023).
Desulo liegt 60 km südlich von Nuoro. Desulo besitzt einen Bahnhof an der schmalspurigen Bahnstrecke Isili–Sorgono, der in den Sommermonaten vom Trenino Verde bedient wird.
Die Nachbargemeinden sind: Aritzo, Arzana (OG), Belvì, Fonni, Ovodda, Tiana, Tonara, Villagrande Strisaili (OG).

## Einzelnachweise

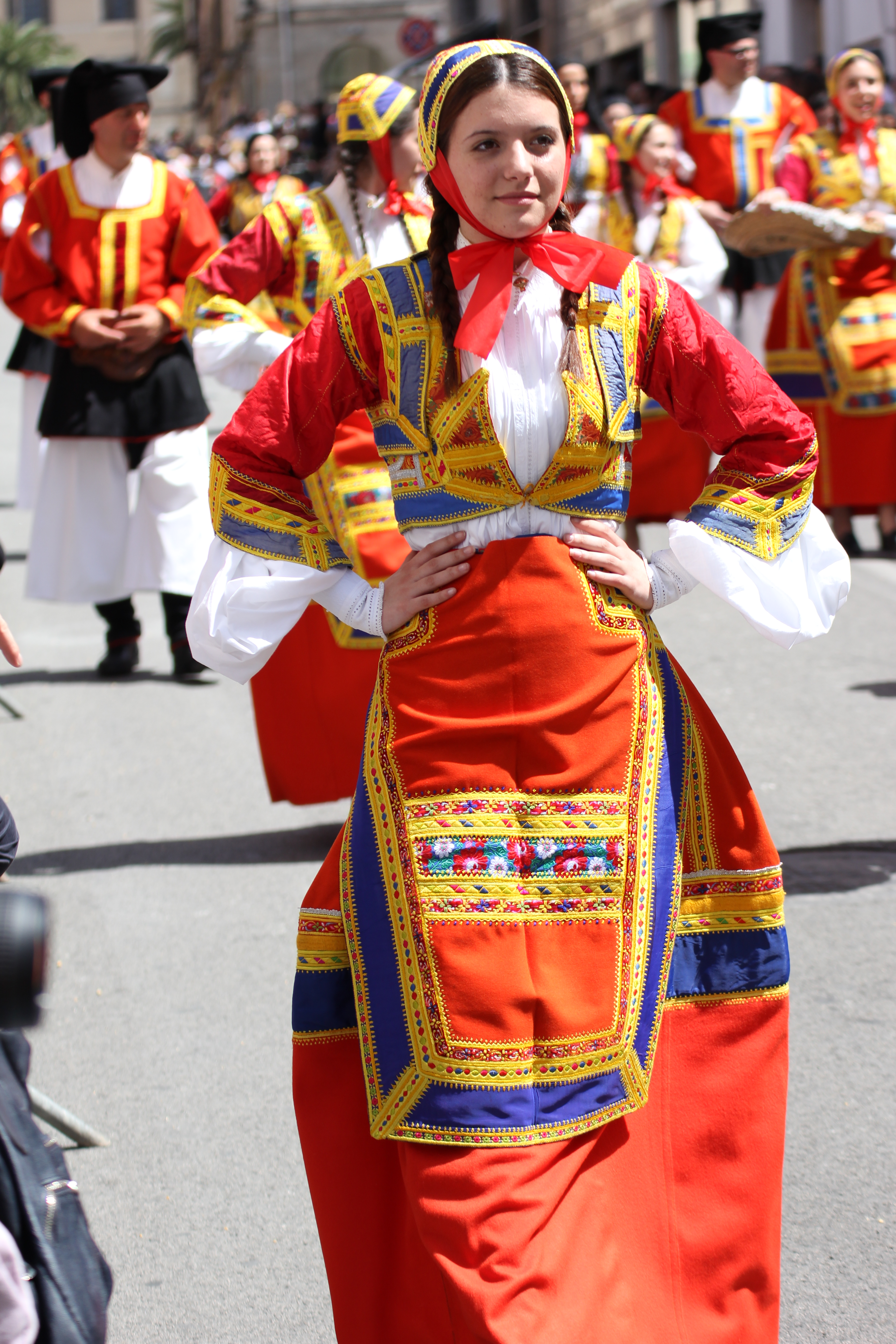
Traditionelle Tracht